# 日本国とアメリカ合衆国との間の相互協力及び安全保障条約第六条に基づく施設及び区域並びに日本国における合衆国軍隊の地位に関する協定の実施に伴う刑事特別法
日本国とアメリカ合衆国との間の相互協力及び安全保障条約第六条に基づく施設及び区域並びに日本国における合衆国軍隊の地位に関する協定の実施に伴う刑事特別法（にほんこくとアメリカがっしゅうこくとのあいだのそうごきょうりょくおよびあんぜんほしょうじょうやくだいろくじょうにもとづくしせつおよびくいきならびににほんこくにおけるがっしゅうこくぐんたいのちいにかんするきょうていのじっしにともなうけいじとくべつほう、昭和27年5月7日法律第138号）は、1960年（昭和35年）6月23日に日本とアメリカ合衆国の間で発効した「日本国とアメリカ合衆国との間の相互協力及び安全保障条約第六条に基づく施設及び区域並びに日本国における合衆国軍隊の地位に関する協定」（日米地位協定）に基づく条約国内法として、アメリカ合衆国軍隊に関する刑事手続きに関する日本の法律である。「刑特法」などとも称せられる。
1952年（昭和27年）5月7日に公布された。

## 概要
刑事特別法は、サンフランシスコ平和条約と同時に締結された旧日米安保条約および日米行政協定に伴い廃止されることになった、刑事裁判権等の特例に関する勅令（昭和21年勅令第274号）および占領目的阻害行為処罰令（昭和21年政令第325号）を国内法化するために、1952年（昭和27年）に制定された法律である。
特別刑法の1つであるとともに、刑事手続に関する特則を定めている。1952年の制定時は「日本国とアメリカ合衆国との間の安全保障条約第三条に基く行政協定に伴う刑事特別法」という名称であったが、1960年（昭和35年）の改正により、現在の名称になった。
本法の基となる日米地位協定は、日本国とアメリカ合衆国との間の相互協力及び安全保障条約（新日米安保条約）の締結に伴い、同条約の署名と同日の1960年（昭和35年）1月19日に署名されている。
本法にて関連する「合衆国軍隊」とは、新日米安保条約に基づき日本国にあるアメリカ陸軍・アメリカ海軍・アメリカ空軍すなわち在日米軍を指す。

## 構成
- 第一章 総則（第1条）
- 第二章 罪（第2条 - 第9条）
- 第三章 刑事手続（第10条 - 第20条）
- 附則

## 特別刑法
第2章の第2条から第9条まで、および第3章の規定のうち罰則規定のある条項は、特別刑法としての性質を有し、「合衆国軍隊」に関連する刑罰を規定している。
- （合衆国軍隊）施設等侵入罪
- （合衆国軍事裁判所関連）証拠隠滅等罪
- （合衆国軍隊）軍用物損壊等罪
- （合衆国軍隊）機密等侵害罪
- （合衆国軍隊）制服等不当着用罪
- （合衆国軍事裁判所）証人等不出頭

## 刑事訴訟法に関する特則
第3章の第10条以降は、日本の刑事訴訟法に対する特則となっている。つまり、本法に抵触する行為は日本国法ではなくアメリカの「統一軍事裁判法」で処断される。
- 合衆国軍隊施設等内での逮捕等の身柄拘束処分、捜索・差押・検証は、合衆国軍隊の同意またはそれへの嘱託で行う。
- 合衆国軍隊構成員・軍属が、合衆国関連の犯罪・公務執行中の犯罪に関して逮捕された場合には、第一次裁判権を有する合衆国軍隊に身柄を引き渡す。
- 合衆国軍隊による逮捕者の引渡し
- 合衆国軍事裁判所への証人等の出頭義務・捜査機関の証人等の勾引協力
- 合衆国軍事裁判所への捜査機関による証拠等提出
- 日本法以外の刑事事件に関する日本の捜査機関による捜査